# Autoradio
Een autoradio is een radio-ontvanger die is ingebouwd in een auto. De autoradio was de vroegste toepassing van elektronica in auto's. En niet de benzineauto, maar de stoom- en de elektrisch aangedreven auto waren de eerste 'mobiele radiostations'. 

## Vroege ontwikkeling

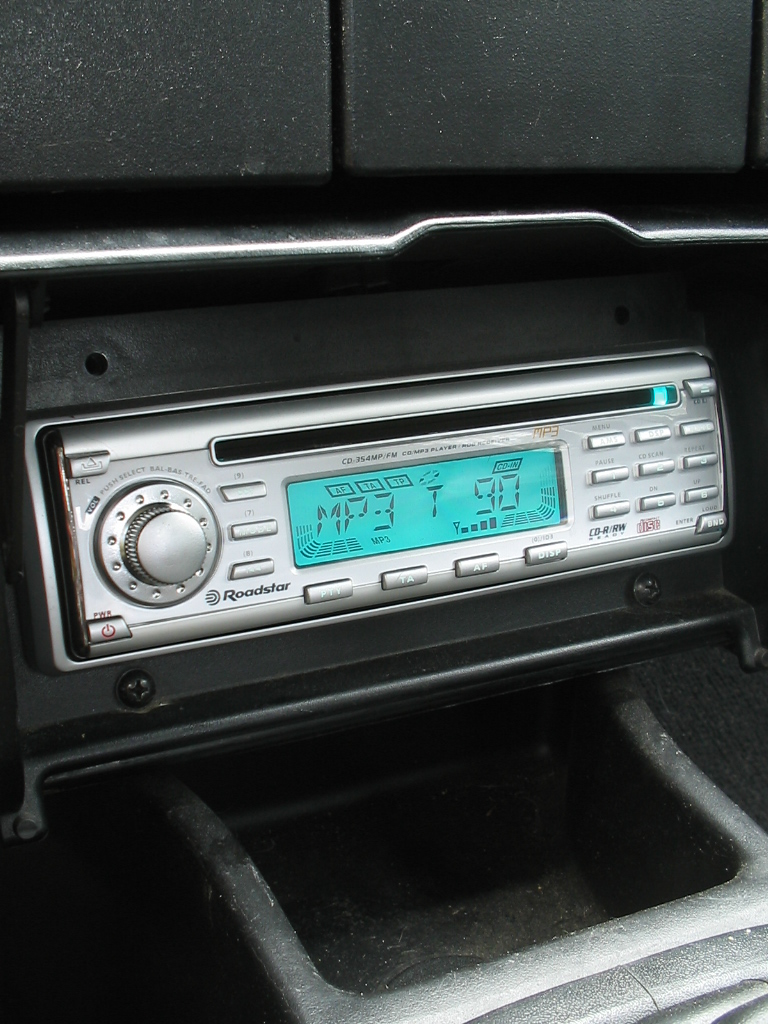
Autoradio met cd- en mp3-speler

De eerste experimenten op het gebied van mobiele communicatie vonden plaats aan het eind van de negentiende eeuw. De Italiaanse uitvinder Guglielmo Marconi (1874-1937) deed in het Engelse Chelmsford in 1901 proeven met zijn draadloze telegraaf, ingebouwd in een stoombus van Thornycroft. Marconi's uitvinding dateert uit 1895 en was gebaseerd op het inzicht, in 1886 geformuleerd door de Duitser Heinrich Hertz, dat tussen een stel elektroden, in serie geschakeld met een inductiespoel en een energiebron, een oscillerende vonkontlading kon worden opgewekt, die het transport van elektromagnetische energie in de vorm van een serie golven op gang bracht die elders door een geschikte 'detector' konden worden ontvangen. 
De detector in het concept van Hertz was een eenvoudige metalen ring, maar al tijdens de eerste jaren van de twintigste eeuw werden zogenaamde 'kristaldetectoren' beproefd. In 1904 octrooieerde de Engelsman John Ambrose Fleming (1849-1945), wetenschappelijk adviseur van de Marconi Company, een vacuümtriode. Een jaar later octrooieerde de Amerikaan Lee De Forest een vergelijkbaar concept dat hij 'Audion' noemde. De Forest was in 1907 de eerste, die de triode als radiodetector toepaste.
In de Verenigde Staten vond ook het volgende hoofdstuk van deze ontwikkeling plaats. Daar had dezelfde De Forest al in 1903 een elektrische auto uitgerust met zijn vinding zodat 'de elektriciteit die de auto voortdrijft als hij in beweging is, ook voor draadloze telegrafie gebruikt kan worden als hij stil staat'. Op de in 1904 georganiseerde Louisiana Purchase Exposition in St. Louis, Missouri, stond op de stand van De Forest zijn 'Auto Wireless No. 1'  tentoongesteld.

## Autoradio's voor de consument
Vanaf het moment dat de radio uit het uitvinders- en amateurstadium groeide, aan het begin van de jaren twintig, begon de ontwikkeling van de 'motorised radio' zoals de autoradio aanvankelijk in Engeland werd genoemd. Na de Eerste Wereldoorlog werd de radio, zij het buiten de auto, tot een massa-artikel, vooral toen in 1920 de eerste commerciële radiostations de lucht in gingen. Cadillac was de eerste automobielfabrikant die de autoradio in haar modellen als optie aanbood. Reeds in 1922 werd er een Burndept-toestel in deze auto's gemonteerd.
De eerste helft van de jaren dertig werden, ondanks de diepe depressie waarin de economie was geraakt, de gouden jaren van de Amerikaanse autoradio. Chrysler, Ford en Studebaker gaven in 1934 de aanzet tot een typisch Amerikaanse ontwikkeling; de toepassing van autoradio's die qua ontwerp per model op het interieur waren afgestemd. Tussen het begin van deze periode, 1930 en eind 1935 werden er bijna twee miljoen autoradio's verkocht, waarvan het merendeel (1,2 miljoen) in 1935. In 1938 werd de tien miljoenste autoradio verkocht.
De golf sloeg ook over naar Europa. Daar bood Citroën in 1925 als eerste een autoradio aan waarna het Engelse Crossley in 1933 een autoradio aan als optie. Gevolgd door Hillman en een jaar later de Triumph Dolomite. Fiat bouwde in 1935 in een aantal modellen de radio standaard in. In 1971 kwam Philips met de autoradio met stereo-FM.

## Meer dan radio
Vanaf de jaren 60 worden autoradio's van meer mogelijkheden voorzien dan de radio alleen. Er komen autoradio's met platenspelers en cassettespelers op de markt. De laatste vooral in de Verenigde Staten bekend vanwege de fameuze 8 sporencassette, voor het eerst toegepast door Ford in 1966. Ook komen de fabrikanten in de jaren zestig tot een standaard voor het formaat van autoradio's, de DIN-maat. Af en toe ziet men radio's met het formaat 2 DIN. Dit formaat is even groot als twee DIN-radio's boven elkaar.
De compact cassette heeft het heel lang volgehouden. Eind jaren 80 verschijnen er autoradio's met compact disc. Omdat cd's in eerste instantie niet gekopieerd konden worden, werd de combinatie cd/mc erg populair. Er bestaan ook cd-wisselaars, die vaak zijn gemonteerd onder een stoel of in de bagageruimte.

## Moderne autoradio's
De meeste autoradio's kunnen overweg met mp3's en gebrande cd's. Daardoor is de opslagcapaciteit dermate toegenomen dat cassettebandjes en cd-wisselaars overbodig zijn geworden. Steeds meer autoradio's worden voorzien van USB of Bluetooth, waardoor ook de cd niet meer nodig is. Muziek kan dan rechtstreeks worden afgespeeld vanaf smartphones of tablets.
In de spreektaal heeft men het nog over de autoradio, maar in de praktijk is het ondertussen een multimediaal instrument, dat een functie kan hebben in telefonie en navigatie. Hiertoe zijn ze vaak voorzien van een beeldscherm, waarop de gegevens van de radio, afspeellijsten voor muziek en kaarten voor navigatie kunnen worden getoond.